# Schistes de Marcellus

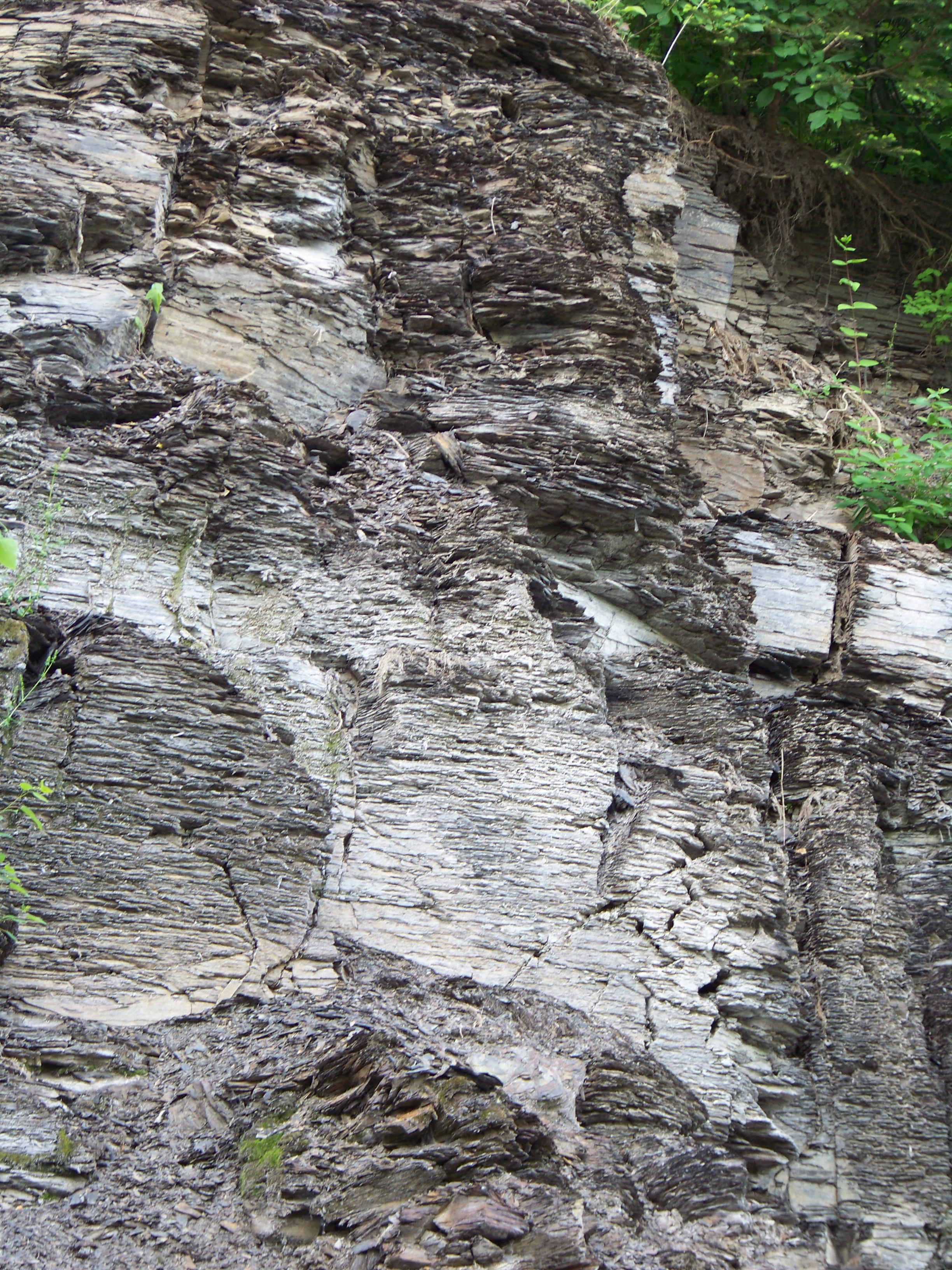
Marcellus Shale bank le long de la Rt 174 juste au sud de Slate Hill Road à Marcellus, NY

Les schistes de Marcellus (« marcellus shale » » en anglais) ou bassin de Marcellus est le nom d’une formation géologique de roches sédimentaires située en Amérique du Nord dans le bassin des Appalaches, principalement sous le territoire de la Pennsylvanie et à cheval avec la Virginie-Occidentale, l'État de New York et l'Ohio, à une profondeur de 4 000 à 8 500 pieds. En 2012, l'importance des réserves du Marcellus est discutée (et varie selon les modes de calcul et le niveau d'acceptabilité retenu des techniques d'extraction), mais il contiendrait l'une des plus importantes quantités de gaz de schiste au monde.

## Gisement gazier
Comme le Barnett Shale, ce gisement serait très riche en gaz de schiste et en condensat de gaz (condensat assimilable à une sorte de pétrole léger avec lequel il est facile de produire de l'essence, qui se vend beaucoup plus cher aux États-Unis que le gaz). 

Le Bassin du Marcellus serait l'une des principales réserves connues de gaz naturel non conventionnel du monde.
Dans ce type de gisement, le gaz est piégé au sein même de la « matrice rocheuse » d'où il ne peut pas être naturellement extrait. L'industrie pétrolière doit donc associer des techniques de forage dirigé, de forage horizontal, et de fracturation hydraulique ; dans ce type de gisement trois forages horizontaux peuvent être reliés à un même puits. Il faut ensuite éventuellement revenir faire une « stimulation » ou plusieurs stimulations du puits pour y relancer la production qui s’épuisera néanmoins en quelques années (4 à 10 ans).

Le gaz de schiste remonte de ce type de bassin avec de l'eau et des condensats qui contiennent aussi des produits « indésirables » dont du mercure et des radionucléides. Ils sont même dans ce bassin parfois considérés comme « hautement radioactifs ». Ils peuvent polluer les eaux de surface et l’environnent, via les bassins réservoirs d'eaux usées et de boues de forage ; En raison de la présence d’argiles radioactives en profondeur, c’est dans le Marcellus, que (comme dans les Alum shales de Suède se trouve la plus grande quantité de radionucléides remontés avec les fluides de forages et le gaz humide, qu’il faut donc traiter par des moyens appropriés et plus couteux»).
Ces impacts sont avérés pour quelques-uns, et surtout suspectés (sanitaires, climatiques et environnementaux). Ils font encore débat et suscitent depuis quelques années une inquiétude voire une opposition croissante en raison d'enjeux environnementaux, sanitaires et paysagers.

De plus, en raison de la « dureté » et porosité spécifique des argiles schisteuses du « Marcellus shale », c'est dans ce bassin que les quantités d’eau nécessaires pour l’hydrofracturation sont les plus importantes (pour les principaux gisements du pays). Selon une estimation de 2009, il faut en moyenne 14 600 m3 d'eau pour forer et équiper un puits. Ce chiffre est à comparer aux 10 100 m3 nécessaires dans le « Barnett Shale », ou aux 11 225 m3 pour le «Fayetteville Shale », et 13 980 m3 pour le « Haynesville Shale »).

### Histoire de l’exploitation gazière et pétrolière
Le gaz de schiste n'est exploité massivement dans le gisement de Marcellus que depuis 2006 environ. Ceci a été rendu possible par la mise au point de techniques combinées associant le forage horizontal, la fracturation hydraulique et la désorption chimique. 
Historiquement, un peu de gaz y avait déjà été exploité à Fredonia (État de New York) il y a plus de 150 ans (et 4 décennies avant le puits du Colonel Drake) foré en Pennsylvanie et considéré comme le premier véritable puits de pétrole. C’est là qu’aurait été foré le tout premier puits de gaz de schiste des États-Unis ; ce puits creusé à la pelle, bien que profond de 9 m seulement a - durant un certain temps - laissé exsuder assez de gaz pour alimenter deux magasins et le moteur d’un moulin à farine (l'emplacement de ce puits est marqué d'une plaque commémorative).
Après une phase de démonstration (2000-2004) et alors que de 2006 à 2010 la spéculation foncière faisait grimper les prix de terrains (sols souvent incultes et achetés à bas prix par les pionniers du gaz de schiste), les premières entreprises ayant exploité le gaz de schiste antérieurement jugé techniquement puis économiquement inaccessible se sont très rapidement enrichies. 
Leurs activités suscitent néanmoins des inquiétudes en matière de santé, d’environnement et d’émissions de gaz à effet de serre. 

### Coalition d'industriels
Environ 300 entreprises industrielles et de service ont constitué un groupe de lobbying couvrant la zone du Marcellus shale, mais aussi la formation géologique dite « Utica Shale » et des « formations schisteuses connexes »). Cette coalition est nommée "Marcellus Shales Coalition", dirigée par Kathryn Z. Klaber et Dave Spigelmyer (vice-président de Chesapeake Energy Corporation. 
Elle a été fondée en 2008 et basée à Pittsburgh. Elle a comme trésorier K. Scott Roy de Range Resources Corporation, l'une des sociétés qui s'est le plus rapidement enrichie en exploitant le gaz de schiste. 
La coalition défend les intérêts de ses membres avec comme principal objectif affiché de présenter aux « décideurs, régulateurs, médias et autres parties prenantes publiques  les impacts positifs dont la production de gaz naturel est responsable en profondeur sur les familles, les entreprises et les collectivités de la région ». La directrice générale doit notamment « sécuriser les permis » déjà attribués et « travaille en étroite collaboration avec les élus, les organismes de réglementation et la communauté civile pour faire avancer le développement responsable » de l'exploitation gazière dans la grande région des Appalaches. Sa mission inclut de veiller au respect de la sécurité et de l'environnement.
Selon cette coalition, une cinquantaine d'entreprises originaires de l'extérieur de la Pennsylvanie se sont ruées sur la zone du Marcellus shale en deux ans, créant de nombreux emplois. D'autres ont suivi.

### Impacts socioéconomiques
La confirmation de l’importance du gisement et les capacités nouvelles d’exploitation par forage horizontal profond ont suscité une ruée de capitaux et d’entreprises, en dépit du fait qu’il s’agisse de carbone fossile et des risques liés à l’exploitation profonde. 
Cet afflux brutal d'argent et de biens et personnes a dopé les économies locales, mais a aussi généré une crise du logement et une augmentation des prix du foncier et des loyers (qui baissent presque partout ailleurs depuis la crise de 2008), tout en augmentant l’empreinte écologique de l’économie américaine (selon Robert Watson, chaque puits nécessite la construction de nouvelles routes, la fabrication de 125 tonnes de ciment et le transport de 180 wagons de terres usées, et des milliers de camions lourds dégradent les routes pendant que de très grandes quantités d’eau sont consommées par cette industrie). 
Pour Jeff Kupfer (directeur adjoint d'Atlas Energy), ce déferlement est comparable à la " ruée vers l'or " qu’a autrefois connu le Far west.
Des milliers de puits étaient déjà en fonction avant même que l’EPA nait pu produire d’études d’impact affinées ou indépendantes, et avant qu'il ne connaisse la nature et la quantité des produits chimiques injectés dans le sous-sol par les industriels.
Les « petits » et premiers producteurs locaux (CNX Gas Company, LLC, nouvelle filiale de Consol Energy, Pennsylvania General Energy rejoint par EQT Corporation, MarkWest Energy Partners, L.P, EXCO Resources (PA), LLC, puis par Range Resources, pionnier des forages horizontaux profonds et de l'hydrofraking profond, par Talisman Energy (de l’Alberta, également présent au Canada) et enfin par de grandes multinationales gazières et pétrolières dont ExxonMobil et Shell. Chevron a annoncé vouloir investir plus de 5 G$ pour se positionner dans le bassin de Marcellus).

## Coûts de forage
La productivité y est bonne (120 Mm3/puits en moyenne), mais en raison de la dureté de la roche, les couts de forage y sont plutôt élevés (4,5M$/puits environ). 

Ces coûts sont toutefois nettement moindres que dans le « Schistes de Haynesville » (où un puits coute de 7 à 8 M$, somme toutefois compensée par un rendement nettement plus soutenu ; plus de 180 Mm3/puits)).

## Réglementation
En raison des risques environnementaux (mal appréciés en raison du caractère récent de cette exploitation et en raison de l’opacité ou de l’incomplétude des données fournies par les industriels, sur le contenu des fluides de fracturation notamment), et en raison de la contribution du gaz de schiste au dérèglement climatique, les normes, contrôles et réglementation devraient évoluer. 
Le lobby industriel cherche à éviter le vote de législation générale, pour pouvoir continuer à négocier les permis au cas par cas avec les cantons et collectivités locales. 
Certaines collectivités envisagent néanmoins des réglementations moins laxistes, pour la délivrance des permis d’une part, et pour les conditions d’exploitation d’autre part. C'est le cas par exemple de l’État de New-York qui a publié un projet de texte en 2012, lequel a reçu environ 13 000 commentaires dans les mois qui ont suivi.

## Principales compagnies impliquées (ordre alphabétique)
- Access Midstream Partners, L.P
- Anadarko Petroleum Corporation
- Atlas Energy, L.P.
- Burnett Oil Company
- Cabot Oil & Gas Corporation
- Chesapeake Energy Corporation
- Chevron Corporation
- Chief Oil & Gas LLC
- Columbia Pipeline Group
- CONSOL Energy
- DTE Pipeline Company
- Endeavour International Corp.
- EOG Resources
- EQT Corporation
- EdgeMarc Energy Holdings, Inc.
- Energy Corporation of America
- EXCO Resources (PA), LLC
- Hilcorp Energy Company
- Huntley & Huntley Energy Exploration, LLC.
- Hunt Marcellus Operating Company, LLC
- Inflection Energy, LLC
- MarkWest Liberty Midstream & Resources, LLC
- Mitsui E&P USA
- Noble Energy, Inc.
- Pennsylvania General Energy Company
- Peoples Natural Gas
- PVR Midstream
- Range Resources
- Rex Energy Corporation
- Seneca Resources Corporation
- Shell Appalachia
- Southwestern Energy
- Statoil
- Sumitomo Corporation of America
- Sunoco Logistics
- Talisman Energy USA, Inc.
- Tenaska
- Triana Energy
- UGI Energy Services
- Ultra Resources
- Williams Companies
- WPX Energy
- XTO Energy